# Kátia Rebello
Kátia Rebello (Florianópolis) é uma escritora brasileira.
Graduada em biblioteconomia e documentação pela Universidade Federal de Santa Catarina (UFSC).
Foi eleita membro da Academia Catarinense de Letras para a cadeira 7.